# Districte de Rennes
El Districte de Rennes és un dels quatre districtes amb què es divideix el departament francès d'Ille i Vilaine, a la regió de Bretanya. Des de l'1 d'octubre del 2010, té 25 cantons i 130 municipis. El cap del districte és la prefectura de Rennes.

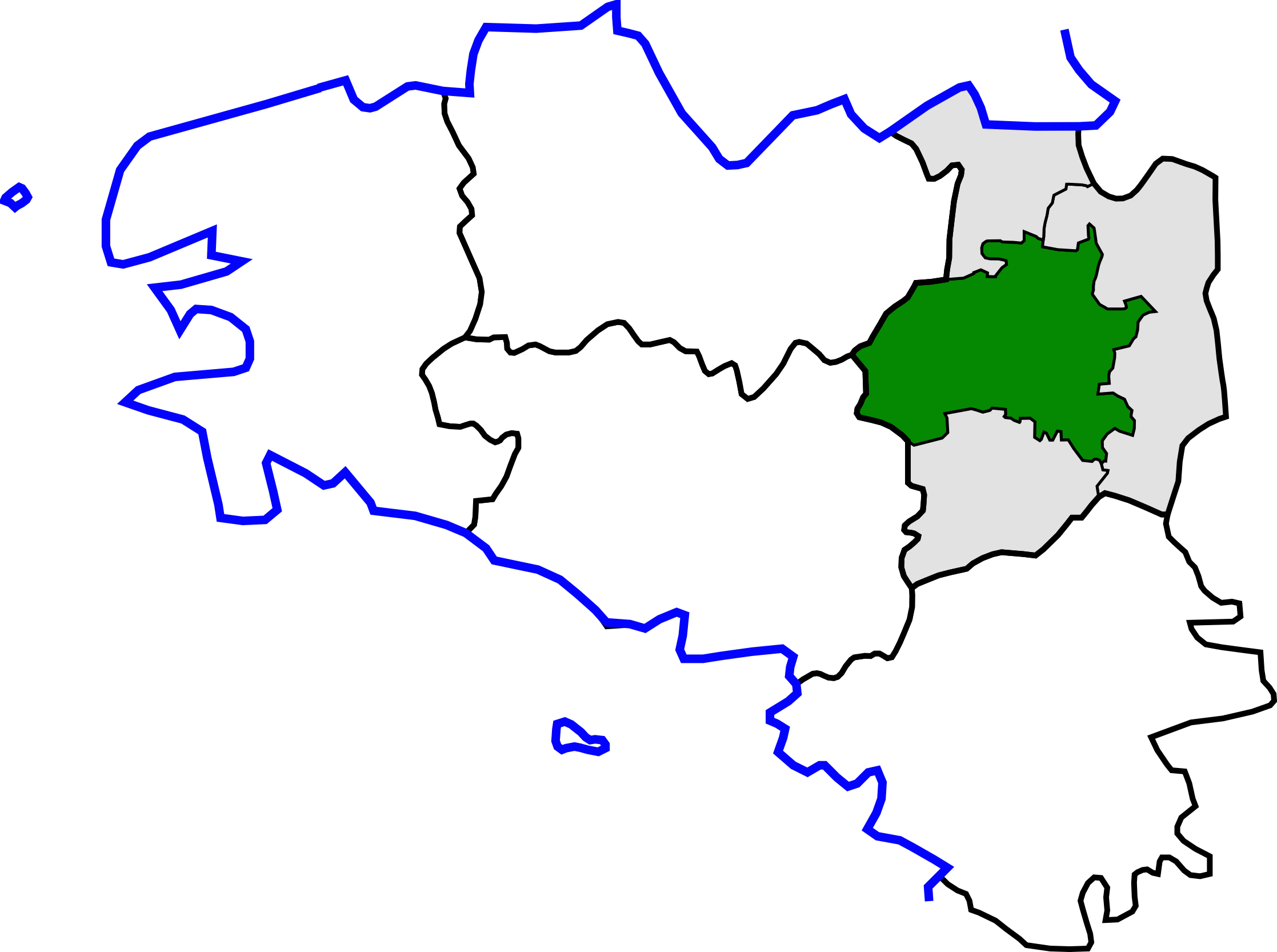
Localització del Districte de Rennes

## Cantons
- Cantó de Bécherel
- Cantó de Betton
- Cantó de Bruz
- Cantó de Cesson-Sévigné
- Cantó de Châteaugiron
- Cantó de Hédé
- Cantó de Janzé
- Cantó de Liffré
- Cantó de Montauban-de-Bretagne
- Cantó de Montfort-sur-Meu
- Cantó de Mordelles
- Cantó de Plélan-le-Grand
- Cantó de Rennes-Bréquigny
- Cantó de Rennes-Centre
- Cantó de Rennes-Centre-Oest
- Cantó de Rennes-Centre-Sud
- Cantó de Rennes-Est
- Cantó de Rennes-le-Blosne
- Cantó de Rennes-Nord
- Cantó de Rennes-Nord-Est
- Cantó de Rennes-Nord-Oest
- Cantó de Rennes-Sud-Est
- Cantó de Rennes-Sud-Oest
- Cantó de Saint-Aubin-d'Aubigné
- Cantó de Saint-Méen-le-Grand